# Neptune FM
Neptune FM est une radio associative locale sur L'Île-d'Yeu qui diffuse également sur la côte atlantique (de Noirmoutier aux Sables d'Olonne et jusqu'aux environs de La Roche-sur-Yon).

## Histoire
Neptune FM est fondée le 21 mars 1983.
En 1992, le Conseil supérieur de l'audiovisuel autorise Neptune FM à émettre sur la fréquence 91,9 MHz et passe la radio en Catégorie B.
Neptune FM diffuse des informations spécifiques à l’île d’Yeu,.
En 2006, Neptune FM diffuse sur internet. Elle repasse en 2007 en radio de Catégorie A. Elle rejoint en 2008 les rangs de la Fédération des radios associatives en Pays de la Loire. En 2009, une convention est passée avec Radio France internationale pour la diffusion journalière de 13 flashs d’information.

## Historique des logos

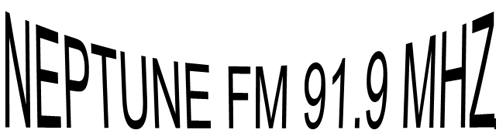
Logo de Neptune FM en 1996
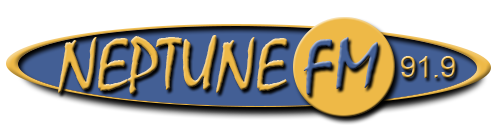
Logo de Neptune FM en 2002
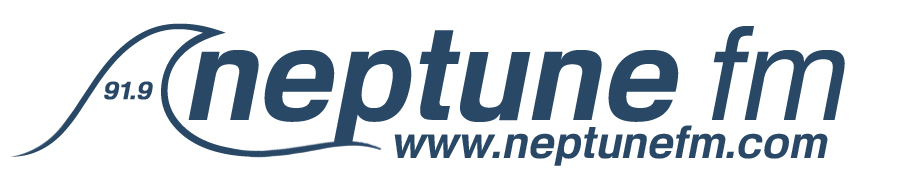
Logo de Neptune FM en 2005
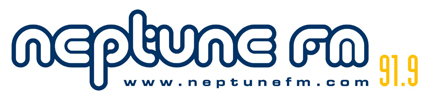
Logo de Neptune FM en 2007
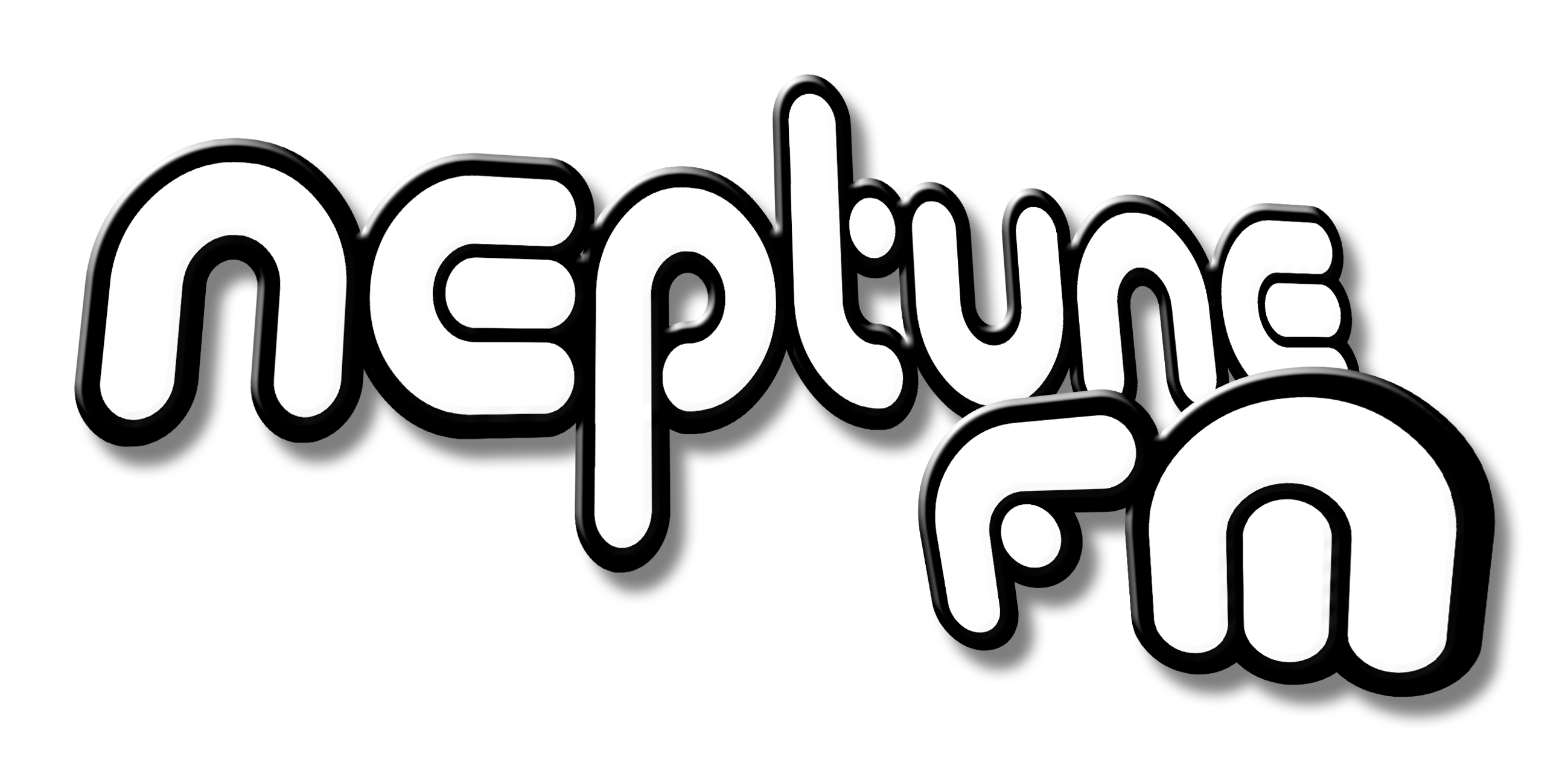
Logo de Neptune FM depuis 2009